# Ligne de l'Arlberg
La ligne de l'Arlberg est une ligne ferroviaire autrichienne.